# John Egerton, 3. hrabě z Bridgewateru
John Egerton, 3. hrabě z Bridgewateru (John Egerton, 3rd Earl of Bridgewater, 4th Viscount Brackley, 4th Baron Ellesmere) (9. listopadu 1646, Canterbury, Anglie – 19. března 1701, Canterbury, Anglie) byl anglický šlechtic a politik druhé poloviny 17. století. Patřil k whigům a oponentům stuartovského režimu, za vlády Viléma III. byl ministrem obchodu (1695-1699) a ministrem námořnictva (1699-1701). V další generaci rod Egertonů získal titul vévody.

## Kariéra

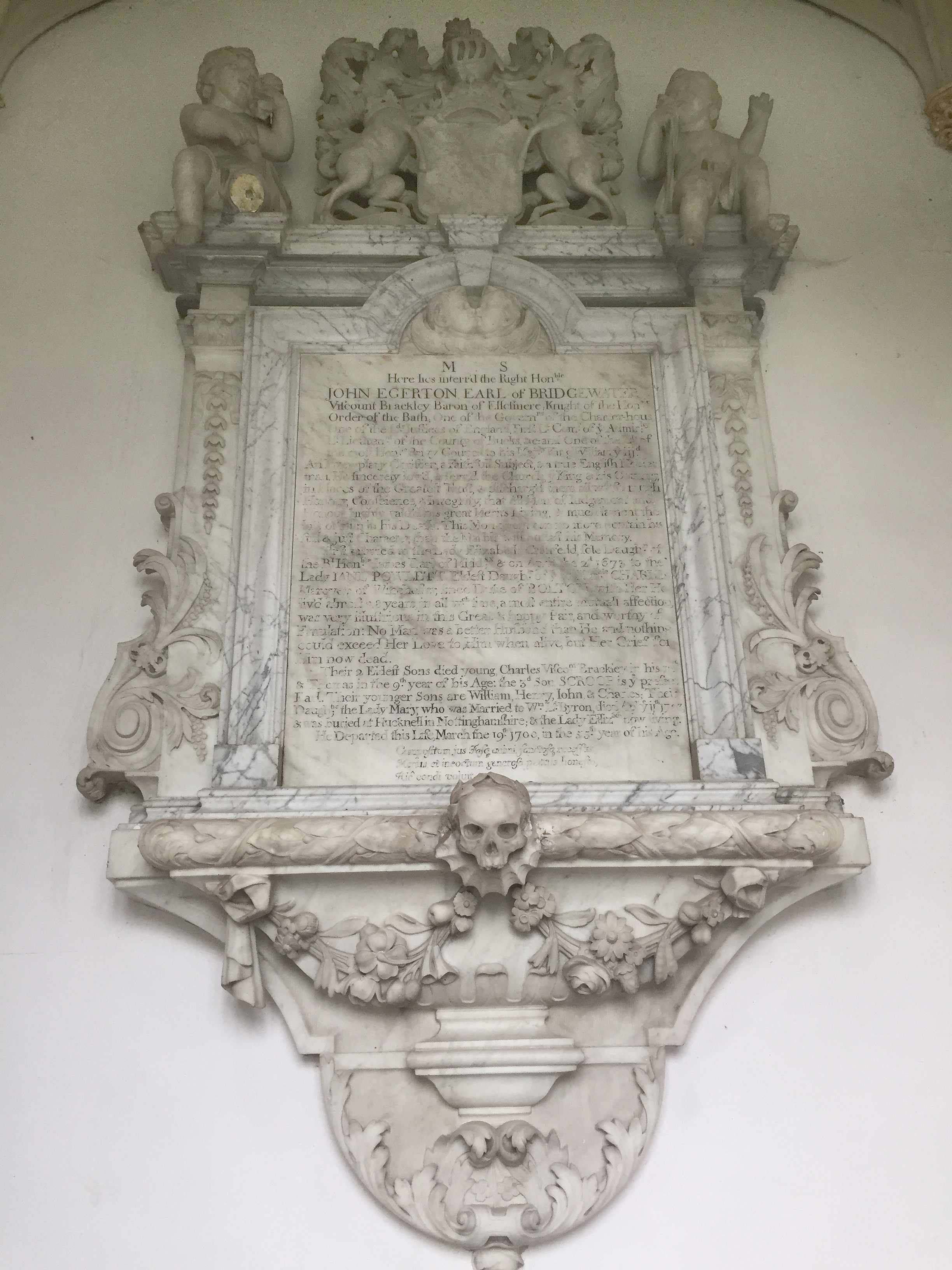
Náhrobek 3. hraběte z Bridgewateru v Little Gaddesden (Hertfordshire)

Pocházel ze starobylého šlechtického rodu, byl pravnukem významného právníka Thomase Egertona. Jako syn 2. hraběte z Bridgewateru užíval od dětství titul vikomta Brackleye, po matce Elizabeth Cavendishové byl vnukem 1. vévody z Newcastle. Při korunovaci Karla II. obdržel Řád lázně (1661), poté sloužil v armádě a zastával správní funkce v hrabstvích Buckingham a Hertford. V letech 1685-1686 byl krátce poslancem Dolní sněmovny, v roce 1686 zdědil po otci titul hraběte a vstoupil do Sněmovny lordů. V politice patřil k whigům a jako odpůrce katolické politiky Jakuba II. byl v nemilosti, kvůli tomu také přišel o post místodržitele v Buckinghamu, který převzal po otci (1686-1687). Vzestupu dosáhl později za vlády Viléma Oranžského, kdy znovu získal úřad místodržitele v Buckinghamu (1689-1701). V roce 1691 byl jmenován členem Tajné rady a byl také členem výboru Tajné rady pro obchod a kolonie. Po zřízení úřadu pro obchod a kolonie byl jeho prvním prezidentem, respektive prvním lordem obchodu (First Lord of Trade) (1695-1699). V době nepřítomnosti Viléma III. v Anglii byl členem místodržitelského sboru a také předsedal Sněmovně lordů (1699, 1700). V letech 1699-1701 byl prvním lordem admirality (po jeho smrti tuto funkci převzal 8. hrabě z Pembroke).

## Rodina
Poprvé se oženil s Elizabeth Cranfield (1648-1672), dcerou 2. hraběte z Middlesexu. Po ovdovění se jeho druhou manželkou v roce 1673 stala Jane Paulet (1651-1716), dcera 1. vévody z Boltonu. Jediný syn z prvního manželství John (1668-1670 zemřel v dětství, v dětském věku zemřeli i dva synové z druhého manželství, Charles, vikomt Brackley (1675-1687), a Thomas (1679-1687). Dědicem titulů se stal Scroop (1681-1745), který sloužil v armádě a díky spříznění s rodinou vévodů z Marlborough získal v roce 1720 titul vévody. Další syn Henry (1682-1746) byl biskupem v Herefordu (1723-1746), nejmladší William (1684-1732) sloužil v armádě a byl dlouholetým členem Dolní sněmovny. Dcery se provdaly do rodin Byron a Paget.
Mladší bratři 3. hraběte z Bridgewateru, William Egerton (1649-1691) a Charles Egerton (1654-1717), byli dlouholetými poslanci Dolní sněmovny.